# Alpes Isère Tour
Die Alpes Isère Tour (bis 2005 Tour Nord-Isère, von 2006 bis 2020: Rhône-Alpes Isère Tour) ist ein Rad-Etappenrennen, das jedes Jahr im April in der französischen Region Rhône-Alpes stattfindet. Das Rennen findet seit 1991 statt, ist seit 2005 Teil der UCI Europe Tour und dort in die UCI-Kategorie 2.2 eingestuft.

## Siegerliste
- 1991  Denis Moretti
- 1992  Francisque Teyssier
- 1993  David Orcel
- 1994  Frédéric Gabriel
- 1995  Dominique Mollard
- 1996  Stéphane Houillon
- 1997  Éric Drubay
- 1998  Marc Thévenin
- 1999  Éric Drubay
- 2000  Marlon Pérez
- 2001  David Pagnier
- 2002  Jeff Peeters
- 2003  Christophe Morel
- 2004  Laurent Mangel
- 2005  Maint Berkenbosch
- 2006  Tomislav Dančulović
- 2007  Gabriel Rasch
- 2008  Jérémy Dérangère
- 2009  Yann Huguet
- 2010  Jérôme Coppel
- 2011  Sylvain Georges
- 2012  Paul Poux
- 2013  Nico Sijmens
- 2014  Matija Kvasina
- 2015  Sam Oomen
- 2016  Lennard Hofstede
- 2017  Marco Minnaard
- 2018  Stephan Rabitsch
- 2019  Matthias Krizek
- 2020 wegen COVID-19-Pandemie abgesagt
- 2021  Sjoerd Bax
- 2022  Yannis Voisard
- 2023  Lennert Van Eetvelt
- 2024  Jarno Widar
- 2025  Aubin Sparfel